# Franz Rudolf Zankl
Franz Rudolf Zankl (* 9. August 1937 in Trier; † 27. März 2016 in Witten) war ein deutscher Historiker. Er war als Kustos wissenschaftlicher Mitarbeiter im Historischen Museum Hannover und hat zahlreiche Publikationen insbesondere zur Geschichte der Stadt Hannover vorgelegt. Er ist der Sohn des Journalisten Hans Ludwig Zankl und der Bruder des Humanbiologen Heinrich Zankl.

## Leben

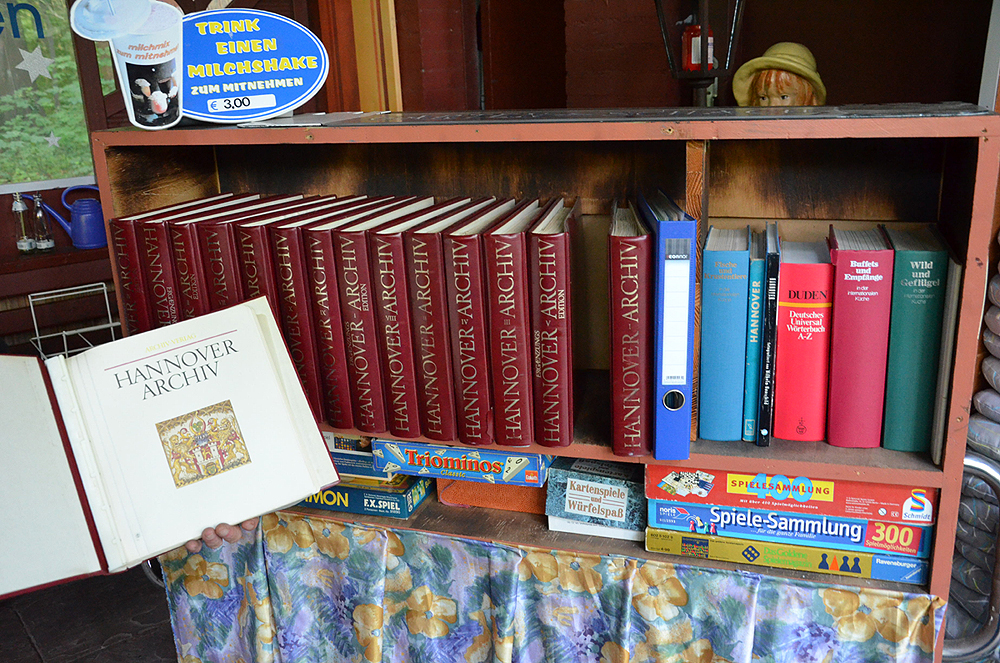
Das Hannover Archiv zwischen Büchern und Spielen im Biergarten und Café Milchhäuschen in der Eilenriede

Geboren in Trier, wuchs Franz Rudolf Zankl in Nürnberg, Kiel und Köln auf. Er durchlief eine handwerkliche Lehre im Maschinenbau und erlangte auf dem Zweiten Bildungsweg sein Abitur. Damit studierte er an der Universität Köln und an der Universität Tübingen die Fächer Kunstgeschichte, Geschichte und Archäologie und schloss mit der Promotion zum Dr. phil. ab. Thema seiner Dissertation an der Universität Köln war 1975 Das Personalmuseum. Untersuchung zu einem Museumstypus.
Noch während seines Studiums arbeitete Zankl bei mittelalterarchäologischen Ausgrabungen mit und war zeitweilig Geschäftsführer der Deutschen Burgenvereinigung. Nach einem Volontariat am Kunstgewerbemuseum in Köln übernahm er in der Altstadt von Ulm die Leitung einer Grabung durch das Amt für Denkmalpflege Baden-Württemberg.
Von 1971 bis zu seiner Pensionierung 2002 war Franz Rudolf Zankl im Historischen Museum Hannover tätig, wo er als Kustos und Leiter der Abteilung Stadtgeschichte zahlreiche Ausstellungen erarbeitet und realisiert hat. Darüber hinaus hat er etliche Veröffentlichungen zur Stadt- und Regionalgeschichte vorgelegt. Daneben war Zankl beteiligt an einer von zahlreichen Ausstellungen der Sparkasse Hannover, 1973 in der Schalterhalle der Sparkasse der Landeshauptstadt, am 81. Teil mit dem Thema Vorläufer technischer Selbstverständlichkeiten.
Franz Rudolf Zankl trat insbesondere als Autor und Herausgeber des „Hannover Archivs“ in Erscheinung, später auch gemeinsam mit Rita Seidel für die Nachfolge-Werke „Hannover Edition“ und „Hannover Edition 2000“.

## Schriften
- (Hrsg.): Hannover in alten Ansichtskarten, Reihe Deutschland in alten Ansichtskarten, Würzburg: Weidlich 2002, ISBN 3-8003-1841-5
- mit Harald Koch: Plätze in Hannover [früher und heute]. Theater am Küchengarten. Eine Gegenüberstellung historischer Photographien und aktueller Aufnahmen von Harald Koch und Texten von Franz Rudolf Zankl, Hannover: TAK-Verlag 1998, ISBN 3-9806454-0-1
- Peter Becker (Mitverf.), Kurt Schäfer, Franz Rudolf Zankl (Red.): 100 Jahre Schallplatte. Von Hannover in die Welt, Beiträge und Katalog zur Ausstellung vom 29. September 1987 – 10. Januar 1988 im Historischen Museum am Hohen Ufer, Hannover 1987
- Eckard Schrader: Der Grosse Garten zu Herrenhausen, Hannover, mit einer Einführung von Franz Rudolf Zankl, hrsg. vom Aktionsausschuss für Herrenhausen e. V., Hannover: Schlüter, 1985, ISBN 3-87706-196-6
  - 2. Auflage, Hannover: Schlüter 1989, ISBN 3-87706-296-2
- 100 Jahre Sparen, Bauen, Wohnen 1885–1985. Festschrift zum 100jährigen Jubiläum der Spar- und Bauverein eG. Hannover 1985
- Rudolf Kempf (Hrsg.), Heinrich Ahrens (Text), Franz Zankl (Mitarb.): Schönes Alt-Hannover. Ansichten der königlichen Haupt- u. Residenzstadt [frühere Ausgabe unter dem Titel: Rudolf Kempf: Alt-Hannover], Nachdruck der Ausgabe von Georg Alpers von 1893, Hannover: Schlüter 1981, ISBN 3-87706-187-7
- mit Rita Seidel: 150 Jahre Universität Hannover. 1831–1981. Zur Entwicklung der Universität Hannover in ihrer Stadt, Begleitheft zur Ausstellung im Historischen Museum am Hohen Ufer, Hannover: Historisches Museum am Hohen Ufer 1981
- Ludwig Hoerner (Hrsg.), Franz Rudolf Zankl (Mitarb.): Hannover in frühen Photographien. 1848–1910, München: Schirmer-Mosel 1979, ISBN 3-921375-44-4
- (Hrsg.): Hannover in alten Ansichtskarten, Bildbände in der Reihe Deutschland in alten Ansichtskarten, Frankfurt am Main: Flechsig
  - Neue Folge [1981], ISBN 3-88189-081-5
  - Alte Folge [1977], ISBN 3-88189-010-6
- Günther-Wagner-Pelikan-Werke GmbH, Hannover (Hrsg.): Das frühe Pelikan-Plakat. 1898–1930, Ausstellung von Plakat-Entwürfen aus dem Archiv der Günther-Wagner-Pelikan-Werke GmbH, Hannover im Historischen Museum am Hohen Ufer, Hannover vom 11. April – 11. Mai 1975, Einführung und Verzeichnis von Franz Rudolf Zankl
- Hannover. Vom Alten Bahnhof zum Neuen Rathaus. Bilddokumente zur Stadtentwicklung in der 2. Hälfte des 19. Jahrhunderts, Führer zur Ausstellung des Historischen Museums am Hohen Ufer vom 14. November 1975 – 4. Januar 1976, Hannover: Historisches Museum am Hohen Ufer 1975
- Eindrücke von hannoverschen Vorortbahnhöfen. Fotos von Eckard Schrader 1972/73, Ausstellungsführer des Historischen Museums am Hohen Ufer, Hannover: Historisches Museum am Hohen Ufer 1973
- mit Ludwig Hoerner: Hannover heute und vor 100 Jahren. Stadtgeschichte photographiert. Stadtansichten im Vergleich, was war – was blieb – was wurde, Ausstellungskatalog, Hannover: Historisches Museum am Hohen Ufer 1972
- Das Personalmuseum. Untersuchung zu einem Museumstypus, Dissertation 1975 an der Uni Köln, als Kurzfassung in der Reihe Museumskunde, Bd. 41, 1972, S. 1–132